# Leon I. Kilikijski
Leon I. (armensko Լեւոն Ա Մեծագործ, latinizirano: Levon A. Mecagorc) je bil deseti gospod Armenske Kilikije, ki je vladal od leta 1187 do 1219, in prvi kronani kilikijski kralj (1198/1199), * 1150, † 2. maj 1219. 
Za kralja je bil okronan januarja 1198 in bil včasih omenjen kot Leon I. Veličastni. Vladal je v času tretje križarske vojne in oskrboval križarje s hrano, vodniki, tovornimi živalmi in drugim.

## Zgodnja leta
Bil je mlajši sin Štefana, tretjega sina kneza Leona Kilikijskega,  in Rite, hčerke Sempada Barbaronskega. Leonov oče je bil na poti na banket, ki ga je priredil bizantinski guverner Kilikije Andronik Evforben, 7. februarja 1165 umorjen. Po njegovi smrti sta Leon in njegov starejši brat Ruben živela pri stricu.
Njun stric Mleh, gospod Armenske Kilikije, si je s svojo krutostjo  nakopal množico sovražnikov med svojimi podložniki, zaradi česar so ga leta 1175 v mestu Sis umorili njegovi lastni vojaki. Gospoda Kilikijske Armenije je za njegovega naslednika izvolila Leonovega brata Rubena, ki je vladal kot Ruben III. Slednji je poslal Leona obkolit Hetumovo gorsko gnezdo. Bohemond III. Antioški je prišel Hetumu na pomoč in zahrbtno ujel Rubena. Leto kasneje je namesto Rubena zavladal Leon.

## Vladanje
Leta 1187 je bil prisiljen v naporno vojno proti Alepu in Damasku, v kateri je prisilil nasprotne sile k umiku. Ta prvi Leonov uspeh je z zgodovinskega vidika zelo pomemben, saj se je zgodil v času, ko je Saladin začel svojo odločilno bitko proti latinskemu Jeruzalemskemu kraljestvu in je zmanjšal pritisk Arabcev na križarje.

### Kilikijski knez
"Leon je bil pogumen in učen knez. Razširil je svojo kneževino in postal gospodar mnogih provinc. Že nekaj dni po tem, ko je prevzel državo, so potomci Izmaela pod poveljstvom nekega Rustema napredovali in prišli do Kilikije. Leon se ni prestrašil, ampak je zaupal v Boga, ki je uničil Sanheriba, in z nekaj možmi premagal veliko vojsko nevernikov. Rustema samega je ubil sveti Jurij, nato pa je vsa hagarenska vojska zbežala in se razkropila. Armenci so jih zasledovali in se obogatili z zakladom. Moč Leona se je tako povečala in ker je bil prepričan v svojo moč, je preganjal Tadžike [Saraceni in zlasti Seldžuki] in zasledoval Turke. Osvojil je Izavrijo in prišel do Ikonije, zavzel je Heraklejo in jo ponovno oddal za veliko odkupnino. Blokiral je Cezarejo in jo skoraj zavzel ter sklenil sporazum z ikonijskim sultanom in od njega prejel veliko vsoto denarja. Kilikijo je z vseh strani obdal z utrdbami in gradovi, zgradil novo cerkev z imenom Agner in bil izjemno radodaren do vseh samostanov, ki so jih postavili njegovi predniki. Njegova radodarnost se je razširila celo na gobavce, ki so jih vsi zavračali in od vsepovsod izganjali. Dodelil jim je posebno hišo in jim zagotovil vse potrebno."
— Vahram Edeški: Rimana kronika Male Armenije

### Kronanje
Leon je bil kronan 6. januarja 1198 (ali 1199) v Tarzu.

### Antiohijska nasledstvena vojna
" V tem obdobju je katogik Johan, odšel h kralju Leonu, potem ko je slišal graje vredno poročilo o /nezvestobi/ kraljeve žene, po poreklu iz Antiohije. Johan je obtožbe povedal kralju na samem.  Ker je bil kralj zelo čustven, je ukazal, da se uniči veliko ženinih sorodnikov, ženo pa je nasilno pretepel z lastnimi rokami, želeč jo na kraju samem ubiti. Kostand, sin njegovega strica Vasaka, je napol mrtev komaj uspel pobegniti in so ga vklenjenega poslali v Vahko."
— Smbat Sparapet: Kronika
Leon se je med 28. januarjem 1210 in 27. januarjem 1211 na Cipru poročil s Sibilo, polsestro ciprskega kralja Huga I.

## Zadnja leta
ː "Leon, ki je dvanajst let vladal kot baron in dvaindvajset let kot kralj, je čutil, da se bliža njegov konec, zato je na zboru vsega plemstva kraljestva za regenta države in skrbnika svoje hčere imenoval nekega barona po imenu Atan. Kmalu zatem je umrl in bil pokopan v cerkvi v Agnerju. Del njegovega telesa so prinesli v mesto Sis in na njem zgradili cerkev."
ː — Vahram iz Edese: Rimana kronika Male Armenije
"Bil je dobrohoten, naiven mož brez zamer do kogar koli, ki se je zatekel k Bogu in temu primerno vodil svojo kneževino. Bil je moder, briljanten mož, spreten jezdec, pogumen v boju, pozoren na človeško in božjo dobroto, energičen in veselega obraza."
ː — Smbat Sparapet: Kronika

## Družina
Med  3. februarjem 1188 in 4. februarjem 1189 se je poročil z Izabelo, hčerko svaka antioškega kneza Bohemonda III. Leta 1206 se je od nje ločil. Z njo je imel hčerko  
- Sibilo (Štefanijo, po 1195 – junij 1220), poročeno z jeruzalemskim kraljem Ivanom I. Briennskim[15]

Med 28. januarjem 1210 in  27. januarjem 1211 se je poročil s Sibilo, hčerko kralja Amalrika I. Ciprskega in Izabele I. Jeruzalemske. Z njo je imel hčerko, kraljico  
- Izabelo Kilikijsko (1216/1217 - 1252)[17]